# 福岡県道742号蜷川草野線
福岡県道742号蜷川草野線（ふくおかけんどう742ごう にながわくさのせん）は、福岡県久留米市を通る一般県道である。

## 概要
久留米市大橋町蜷川から久留米市草野町矢作に至る。
久留米市大橋町は旧三井郡善導寺町の一部で、さらに以前は三井郡大橋村であった地区。この大橋町を南北に縦断して旧三井郡草野町に至る経路をとっている。

### 路線データ
- 起点：福岡県久留米市大橋町蜷川（福岡県道81号久留米浮羽線交点）
- 終点：福岡県久留米市草野町矢作（福岡県道151号浮羽草野久留米線交点）

## 路線状況

### 重複区間
- 国道210号（久留米市大橋町常持・大橋三差路交差点 - 久留米市善導寺町島）

### 道路施設

#### 橋梁
- 大橋（巨瀬川、久留米市）

## 地理

### 通過する自治体
- 久留米市

### 交差する道路
| 交差する道路                  | 交差する場所 | 交差する場所     |
| ----------------------------- | ------------ | ---------------- |
| 福岡県道81号久留米浮羽線      | 大橋町蜷川   | 起点             |
| 国道210号 重複区間起点        | 大橋町常持   | 大橋三差路交差点 |
| 国道210号 重複区間終点        | 善導寺町島   |                  |
| 福岡県道151号浮羽草野久留米線 | 草野町矢作   | 終点             |

### 交差する鉄道
- 久大本線

### 沿線
- 筑後川（起点付近）
- 久留米市立大橋小学校
- おおはし歴史公園
- 発心川
- 久留米大橋簡易郵便局
- 久留米市立草野小学校